# Weefvak

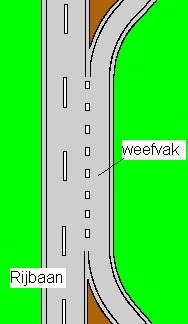
Weefvak

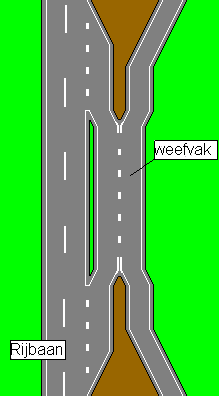
Rangeerbaan

Een weefvak is een combinatie van een invoegstrook en uitvoegstrook, meestal bij een klaverbladknooppunt op autosnelwegen.
Op een weefvak kunnen zowel bestuurders invoegen op de doorgaande hoofdrijbaan als uitvoegen vanaf diezelfde rijbaan. Doordat veel bestuurders dus tegelijk van strook wisselen en daarvoor ruimte nodig hebben, is de doorvoercapaciteit van een weefvak beperkt.
Bestuurders die een zijdelingse verplaatsing willen uitvoeren (in- of uitvoegen) moeten bestuurders die dezelfde rijstrook blijven volgen, voor laten gaan. Soms wil een bestuurder invoegen, terwijl tegelijkertijd een bestuurder wil uitvoegen. Wettelijk is niet geregeld wie er dan voorrang heeft. Het CBR schrijft voor aan rijscholen om aan te leren dat de uitvoegende bestuurder eerst gaat.:pag. 35, §3.4

## Variant: rangeerbaan
Om de doorvoercapaciteit te vergroten, wordt er soms een rangeerbaan aangelegd waarop het verkeer vanaf de toerit en het verkeer vanaf de hoofdrijbaan van strook kunnen wisselen. Aan het eind van de rangeerbaan kan het verkeer vanaf de toerit de hoofdrijbaan op, of kan het verkeer (van de hoofdrijbaan) de snelweg af. Hierdoor ondervindt het verkeer in de doorgaande richting geen overlast van de weefbewegingen.
Het meeste verkeer op de rangeerbaan gaat daarom van de linkerstrook naar de rechterstrook en van de rechterstrook naar de linkerstrook. Lokaal verkeer dat maar één afslag verder wil rijden, blijft op de rechterstrook. Bestuurders die zich vergist hebben in de afslag of een stuk file op de hoofdrijbaan willen ontlopen, blijven op de linkerstrook. Rangeerbanen worden veelal toegepast bij knooppunten die uitgevoerd zijn als klaverblad.

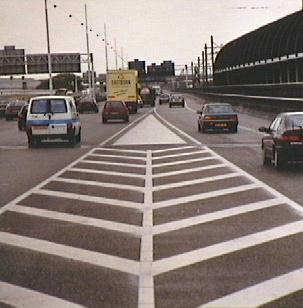
Weefvak (Utrechtsebaan bij het Prins Clausplein in Voorburg)
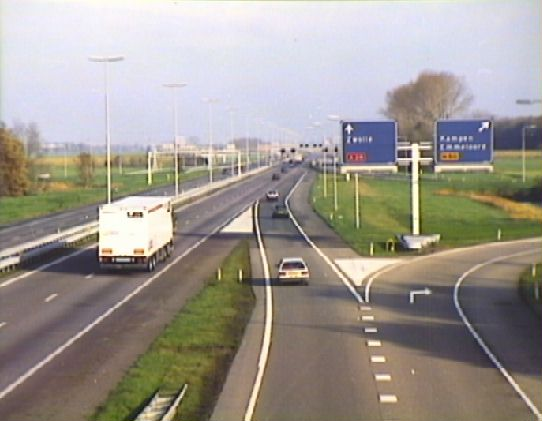
Weefvak met rangeerbaan (Rijksweg 28 bij knooppunt Hattemerbroek)

rijstrook · vluchtstrook · spitsstrook · invoegstrook · uitvoegstrook · weefstrook · bufferstrook · plusstrook · wisselstrook · redresseerstrook · voorsorteerstrook · klimstrook

Doelgroepstroken: busstrook · carpoolstrook · vrachtwagenstrook · fietsstrook · passeerstrook